# 甲状腺素结合前白蛋白
甲状腺素结合前白蛋白（英語：thyroxine-binding prealbumin，TBPA）：一种55kd的蛋白质，主要在肝脏合成，由4个完全相同的亚基构成，它对甲状腺激素的结合力不及甲状腺素结合球蛋白。一个甲状腺素结合前白蛋白分子拥有2个T4/3结合位点，当一个位点结合了T4/3之后，另一个位点的亲和力会降低。血清中甲状腺素结合前白蛋白浓度大约是4.6μmol/L（25mg/dL）。